# Plantsville
Plantsville es un lugar designado por el censo ubicado en el condado de Hartford en el estado estadounidense de Connecticut. En el año 2000 tenía una población de 0 habitantes y una densidad poblacional de 0 personas por km². Plantsville es además un distrito histórico de Estados Unidos.

## Geografía
Plantsville se encuentra ubicada en las coordenadas 41°35′26″N 72°53′35″O / 41.59056, -72.89306.